# Harplinge socken
Harplinge socken i Halland ingick i Halmstads härad, ingår sedan 1974 i Halmstads kommun i Hallands län och motsvarar från 2016 Harplinge distrikt.
Socknens areal är 61,25 kvadratkilometer, varav 60,72 land. År 2000 fanns här 5 875 invånare. Tätorterna Gullbrandstorp, Villshärad, Haverdal och del av Steninge samt tätorten Harplinge med sockenkyrkan Harplinge kyrka ligger i socknen. 

## Administrativ historik
Harplinge socken har medeltida ursprung.
Vid kommunreformen 1862 övergick socknens ansvar för de kyrkliga frågorna till Harplinge församling och för de borgerliga frågorna till Harplinge landskommun.  Landskommunen utökades 1952 innan den 1974 uppgick i Halmstads kommun. Församlingen uppgick 2022 i Harplinge-Steninge församling.
1 januari 2016 inrättades distriktet Harplinge, med samma omfattning som församlingen hade 1999/2000.  
Socknen har tillhört fögderier och domsagor enligt Halmstads härad. De indelta båtsmännen tillhörde Södra Hallands första båtsmanskompani.

## Geografi och natur
Harplinge socken ligger nordväst om Halmstad vd kusten med Nyårsåsen i öster. Socknen är bördig slättbygd med flygsandsfält och skog vid kusten och skog i öster.
Det finns fem naturreservat i socknen: Haverdal ingår i EU-nätverket Natura 2000 medan Enet, Mannarp, Särdal och Vilshärad är kommunala naturreservat.
Sätesgårdar var Margretebergs säteri, Fjälldalens herrgård och Timmersjö hovgård.

## Fornlämningar
Från stenåldern finns boplatser och en hällkista, från bronsåldern finns gravrösen och från järnåldern finns gravfält och en domarring.

## Namnet
Namnet (1300 Harpälying) kommer från kyrkbyn. Förleden innehåller troligen harpa, 'vara stel, vara styv' och harpe, 'skorvig hud' syftande på hårdbearbetad jord eller dylikt.  Efterleden är ljung, 'ljunghed'.

## Befolkningsutveckling
| Befolkningsutvecklingen i Harplinge socken 1750–1990                                                    | Befolkningsutvecklingen i Harplinge socken 1750–1990 | Befolkningsutvecklingen i Harplinge socken 1750–1990 | Befolkningsutvecklingen i Harplinge socken 1750–1990 | Befolkningsutvecklingen i Harplinge socken 1750–1990 |
| --- | ---------------------------------------------------- | ---------------------------------------------------- | ---------------------------------------------------- | ---------------------------------------------------- |
| |                                                      |                                                      |                                                      |                                                      |
| År |                                                      |                                                      | Folkmängd                                            |                                                      |
| 1750 | 1750                                                 |                                                      | 941                                                  |                                                      |
| 1760 | 1760                                                 |                                                      | 1 004                                                |                                                      |
| 1780 | 1780                                                 |                                                      | 1 080                                                |                                                      |
| 1790 | 1790                                                 |                                                      | 1 042                                                |                                                      |
| 1800 | 1800                                                 |                                                      | 1 107                                                |                                                      |
| 1810 | 1810                                                 |                                                      | 1 176                                                |                                                      |
| 1820 | 1820                                                 |                                                      | 1 242                                                |                                                      |
| 1830 | 1830                                                 |                                                      | 1 467                                                |                                                      |
| 1840 | 1840                                                 |                                                      | 1 689                                                |                                                      |
| 1850 | 1850                                                 |                                                      | 1 866                                                |                                                      |
| 1860 | 1860                                                 |                                                      | 2 186                                                |                                                      |
| 1870 | 1870                                                 |                                                      | 2 467                                                |                                                      |
| 1880 | 1880                                                 |                                                      | 2 706                                                |                                                      |
| 1890 | 1890                                                 |                                                      | 2 797                                                |                                                      |
| 1900 | 1900                                                 |                                                      | 3 134                                                |                                                      |
| 1910 | 1910                                                 |                                                      | 3 149                                                |                                                      |
| 1920 | 1920                                                 |                                                      | 3 020                                                |                                                      |
| 1930 | 1930                                                 |                                                      | 2 846                                                |                                                      |
| 1940 | 1940                                                 |                                                      | 2 674                                                |                                                      |
| 1950 | 1950                                                 |                                                      | 2 531                                                |                                                      |
| 1960 | 1960                                                 |                                                      | 2 446                                                |                                                      |
| 1970 | 1970                                                 |                                                      | 3 071                                                |                                                      |
| 1980 | 1980                                                 |                                                      | 5 184                                                |                                                      |
| 1990 | 1990                                                 |                                                      | 5 471                                                |                                                      |
| Anm: Källor: Umeå universitet - Tabellverket 1749-1859, Demografiska databasen, CEDAR, Umeå universitet |                                                      |                                                      |                                                      |                                                      |